# Municipio de Caneyville
El municipio de Caneyville (en inglés: Caneyville Township) es un municipio ubicado en el condado de Chautauqua en el estado estadounidense de Kansas. En el año 2010 tenía una población de 76 habitantes y una densidad poblacional de 0,53 personas por km².

## Geografía
El municipio de Caneyville se encuentra ubicado en las coordenadas 37°15′8″N 96°26′47″O / 37.25222, -96.44639. Según la Oficina del Censo de los Estados Unidos, el municipio tiene una superficie total de 144.12 km², de la cual 142,78 km² corresponden a tierra firme y (0,93 %) 1,34 km² es agua.

## Demografía
Según el censo de 2010, había 76 personas residiendo en el municipio de Caneyville. La densidad de población era de 0,53 hab./km². De los 76 habitantes, el municipio de Caneyville estaba compuesto por el 97,37 % blancos y el 2,63 % eran de una mezcla de razas. Del total de la población el 0 % eran hispanos o latinos de cualquier raza.